# Соловки (Таганрог)
Соловки — район в Таганроге.

## География
Район «Соловки» возник рядом с Таганрогским металлургическим заводом. В современной топологии Таганрога этот район условно можно ограничить с четырёх сторон улицей Дзержинского, 1-й Котельной улицей, Московской улицей и улицей Пальмиро Тольяти.

## История района
Соловки начали активно застраиваться с 1920-х годов, по мере прибытия на металлургический завод новых работников, бежавших в город из окрестных деревень и хуторов от раскулачивания и коллективизации. По всей видимости, это неофициальное название появилось как в силу удалённости района от центральной части города, так и в связи с социальным происхождением первых жителей. Так возник огромный частный сектор из глинобитных саманных и планкованных хат с земляными полами.
Большая часть переулков на Соловках именуется Артиллерийскими, всего их девятнадцать. Улица Пальмиро Тольятти до сентября 1964 года носила название 20-й Артиллерийский переулок. Название Артиллерийских переулков, очевидно, происходит от находившихся ранее на этой территории огромных артиллерийских складов.
В настоящее время топоним «Соловки» практически не употребляется в разговорной речи таганрожцев.